# Alex Job Racing

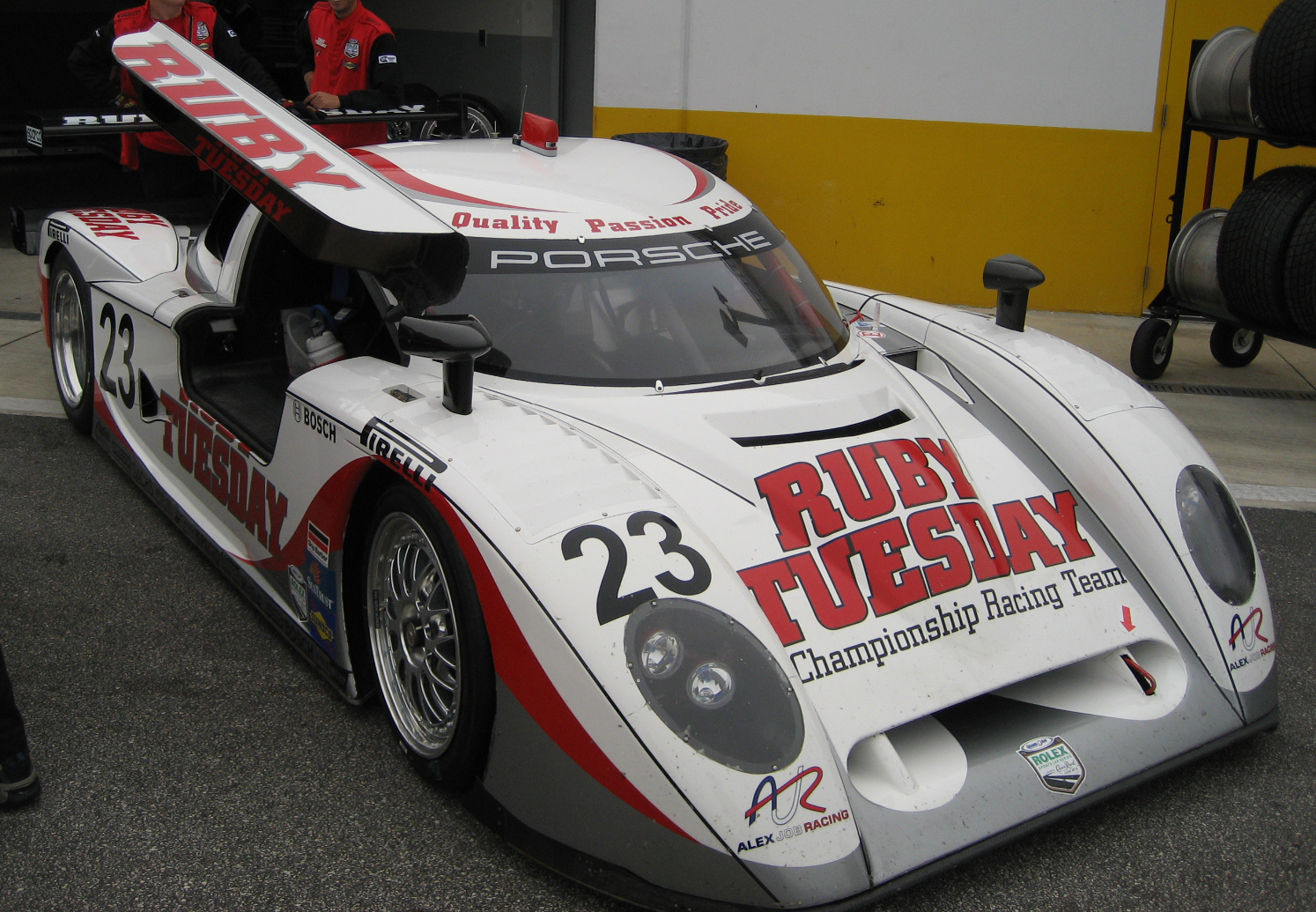
Prototype DP03

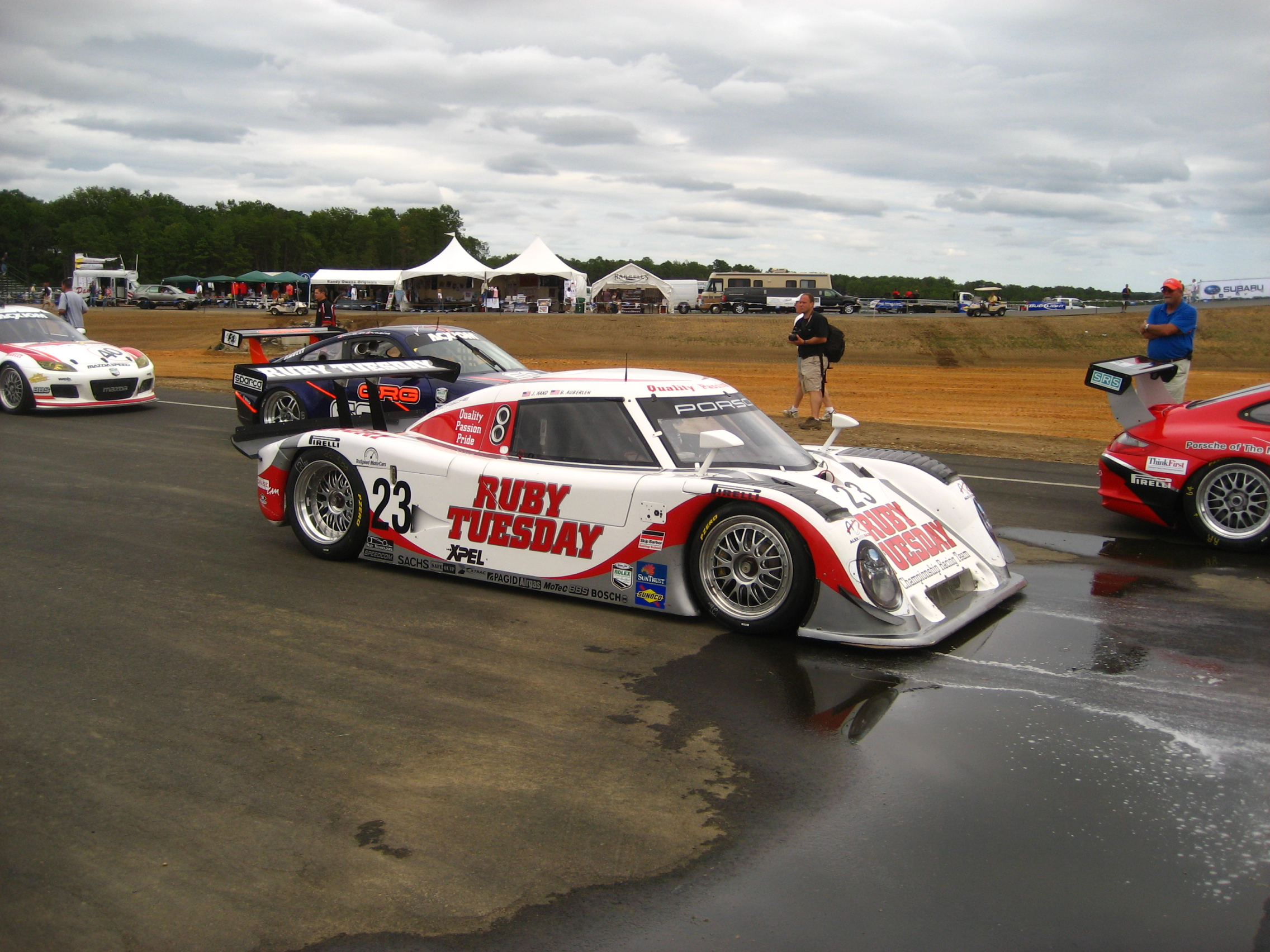
New Jersey Motorsports Park 2008

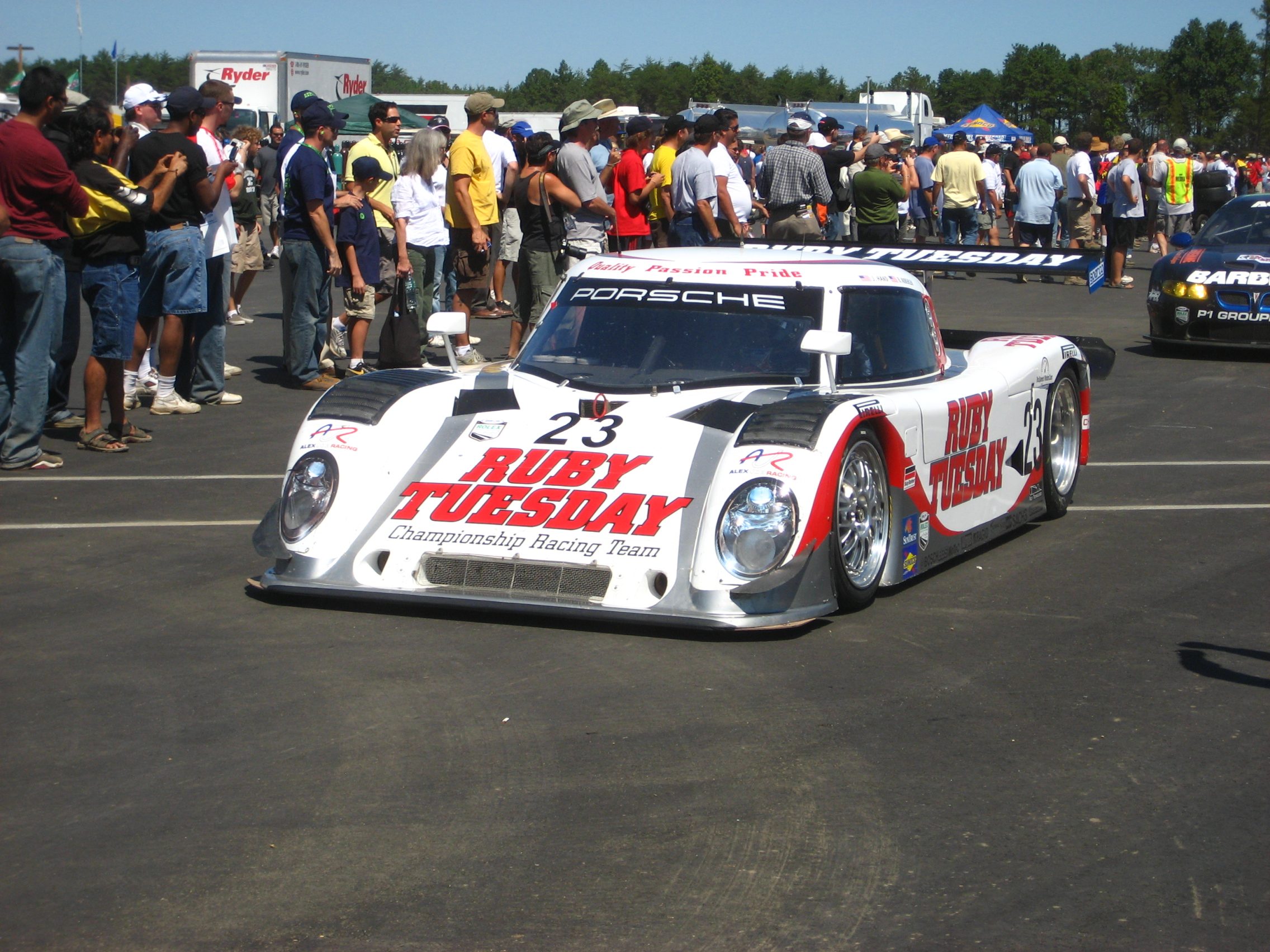
New Jersey Motorsports Park 2008

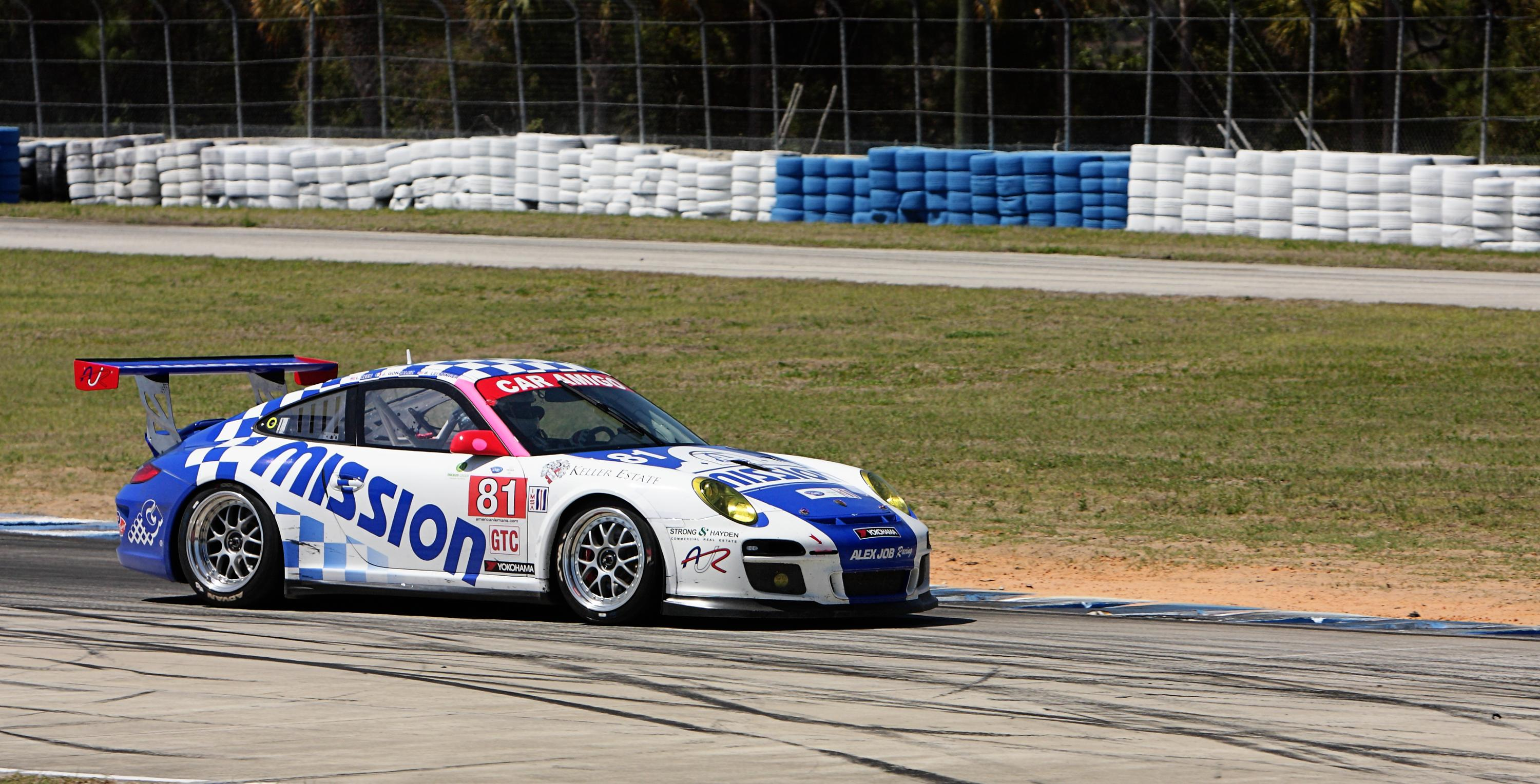
La Porsche 997 GT3 2010

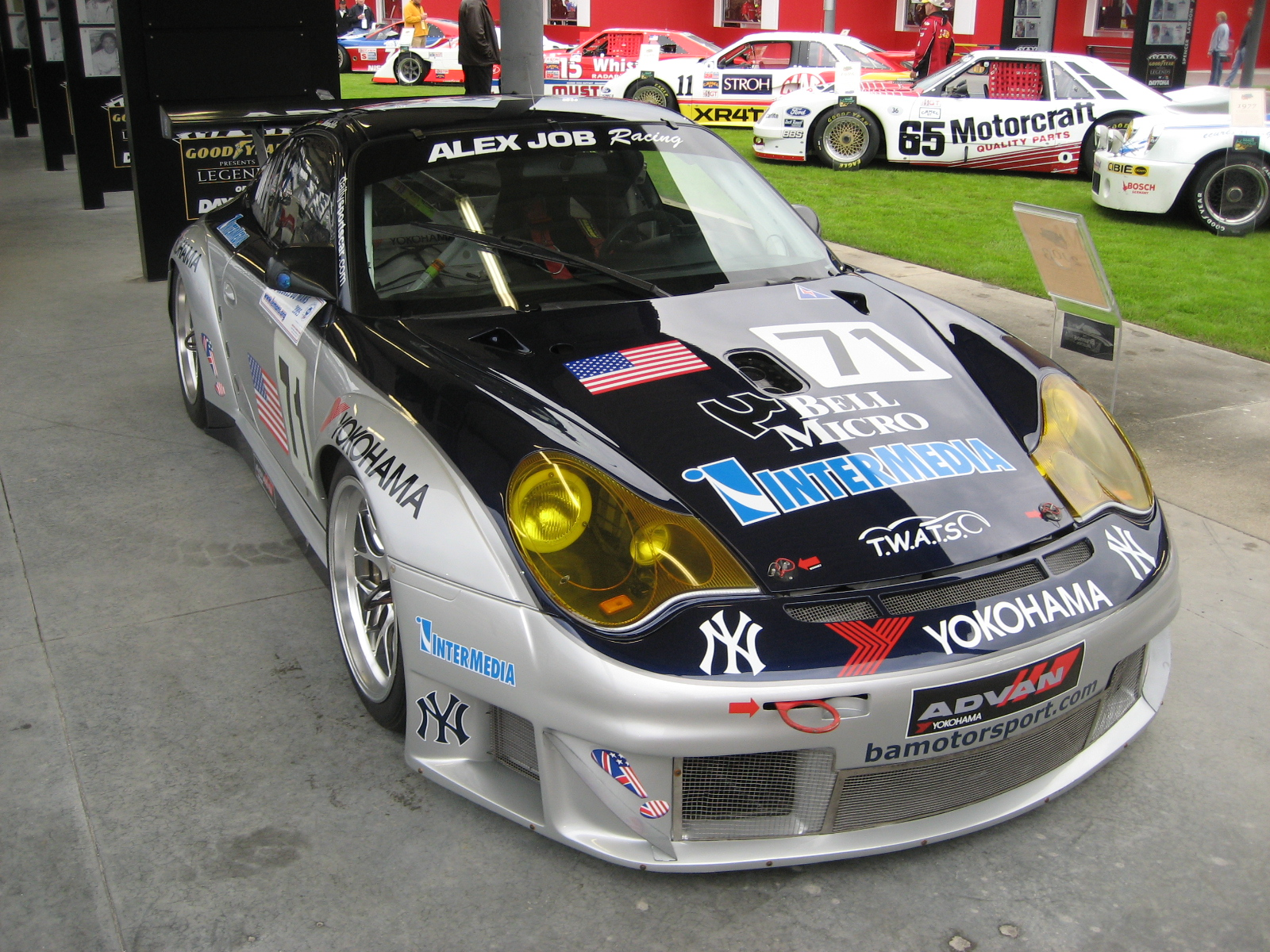
La Porsche 996 GT3 2008

Le Alex Job Racing est une écurie de course basée à Tavares, en Floride aux États-Unis.
Elle a pour propriétaire et fondateur Alex Job. Elle participe au championnat American Le Mans Series et aux Rolex Sports Car Series avec des Porsche.

## Historique
L'écurie est une des plus anciennes et des plus titrées des American Le Mans Series depuis sa création en 1988. Les premières victoires ont lieu en 1995 en Championnat IMSA GT et seront suivies par de nombreuses victoires de catégorie dans toutes les prestigieuses courses d'endurance comme le United States Road Racing Championship ou les 24 Heures du Mans.

## Palmarès
- 24 Heures de Daytona
  - Vainqueur de la catégorie GT3 en 1999
- Rolex Sports Car Series
  - Vainqueur à Miami et au VIR en 2006
  - Vainqueur à Laguna Seca en 2007
- 12 Heures de Sebring
  - Vainqueur de la catégorie GTS-2 en 1995, GT3 en 1998, GT en 1999, 2001, 2002, 2003 et 2004
  - Vainqueur de la catégorie GTC en 2010 et 2012
- Petit Le Mans
  - Vainqueur de la catégorie GT en 2002, 2003 et 2004
- American Le Mans Series
  - Vainqueur de la catégorie GT en 2002, 2003 et 2004
  - Vainqueur de la catégorie GTC en 2012
- 24 Heures du Mans
  - Vainqueur de la catégorie GT en 2003, GT2 en 2005

## Pilotes en 2010
| - Luis Diaz - Ricardo Gonzalez - Juan Gonzalez |  | - Romeo Kapudija - Leh Keen - Patrick Kelly |  | - Butch Leitzinger - Jan-Dirk Lueders - Bill Sweedler |

## Anciens pilotes
| - Timo Bernhard - Emmanuel Collard - Darren Law |  | - Marc Lieb - Lucas Luhr - Sascha Maassen |  | - Mike Rockenfeller - Andy Wallace - Jorg Bergmeister |